# إيتوفينامات
إيتوفينامات (بالإنجليزية: Etofenamate) هو مضاد التهاب غير ستيروئيدي (NSAID). يخفف من الألم والالتهاب ويخفض الحرارة، ينتجه الجهاز المناعي في الجسم. استخدم لعلاج عدد من الأمراض الروماتيزمية المزمنة والحادة، مضاد للروماتيزم ومضاد التهاب، كما يستخدم في حالة ألم المفاصل والعضلات.

## التركيب الكيميائي
2-(2-هيدروكسي ايتوكسي)ايتيل2-ً{{3-(ثلاثي فلورو الميتيل)فينيل}أمينو}بنزوات.
C18H18F3NO4

## آلية العمل
يعمل على إغلاق الانزيم سيكلو اوكسيجيناز COX بطريقة غير انتقائية، حيث يدخل الCOX في اصطناع عدة مركبات داخل الجسم منها ما يعرف بالبروستاغلاندينات المهمة في حالة الالتهابات.

## ضادات الاستطباب
الحمل (الثلث الأخير)، فرط الحساسية، تقرح الهضمية.

## التأثيرات الجانبية
قد تحدث بعض الآثار الجانبية مثل: الرغبة في التقيؤ، اسهال، صداع، دوار، دوخة، عصبية، طنين، اكتئاب، خمول وأرق.

## الشكل الصيدلاني
محلول للحقن

## الاطراح
عبر الصفراء والبراز.